# Édson Bindilatti
Édson Luques Bindilatti (ur. 13 marca 1979 w Camamu) – brazylijski bobsleista, uczestnik pięciu igrzysk olimpijskich.
Jeździ w czwórkach. W 2002 roku na Zimowych Igrzyskach Olimpijskich 2002 zdobył 27. miejsce. Cztery lata później w Turynie zdobył 25. miejsce. W Soczi w 2014 roku z załogą zajął 29. miejsce.
Na dwóch kolejnych igrzyskach startował zarówno w dwójkach (w parze z Edsonem Martinsem), jak i w czwórkach. W Pjongczangu w 2018 zajął 27. miejsce w dwójkach i 12. miejsce w czwórkach, a w Pekinie w 2022 29. miejsce w dwójkach i 20. miejsce w czwórkach. 